# Wojna Kwietusa
Wojna Kwietusa (hebr. ‏מרד הגלויות‎ (mered ha-galujot) albo מרד התפוצות (mered ha-tefucot), bunt wygnańców) – nazwa nadana żydowskiemu powstaniu, które wybuchło za czasów panowania cesarza Trajana i toczyło się w latach 115–117 n.e. Pochodzi ona od imienia mauretańskiego rzymskiego oficera Luzjusza Kwietusa, który bezwzględnie stłumił żydowskie powstanie w Mezopotamii.

## Przyczyny powstania
Nie jest znany żaden powód ani żadne szczególne zdarzenie mogące stać się przyczyną wybuchu powstania na tak szeroką skalę. Jedynym epizodem mogącym mieć wpływ na przyczyny rewolty może być konflikt pomiędzy Żydami a aleksandryjskimi Grekami. Delegacja obu stron w 113 roku stanęła przed Trajanem. Wydarzenie wspomina pojedynczy papirus oraz Akta Męczenników Aleksandryjskich (rozdział Acta Mermaisci).

## Przebieg
Gdy w 115 rzymska armia dowodzona przez Trajana walczyła z państwem Partów, żydowska diaspora rozpoczęła rewoltę w Cyrenajce, która rozszerzyła się na Egipt i Cypr. W Cyrenie rebelianci dowodzeni przez Lukuasa (albo – według Diona – pod wodzą Andrzeja) zniszczyli wiele świątyń, włączając  poświęcone Hekate, Jowiszowi, Apollowi, Artemidzie i Izydzie, jak również cywilne budowle symbolizujące Rzym: Cezareum, bazylikę oraz termy. Grecka i rzymska ludność została wymordowana.
Następnie Lukuas ruszył w stronę Aleksandrii, wszedł do miasta opuszczonego przez rzymskie oddziały wojskowe i podłożył ogień pod miasto. Pogańskie świątynie i grobowiec Pompejusza zostały zniszczone. Trajan wysłał nowe oddziały pod dowództwem praefectus praetorio Marcjusza Turbona, ale Egipt i Cyrenajka zostały spacyfikowane dopiero jesienią 117 roku. Sytuacja została opanowana także na Cyprze, gdzie Żydzi pod dowództwem Artemiona przejęli władzę nad wyspą. Armia rzymska odbiła stolicę Salaminę i Żydom zabroniono lądować na tej wyspie.
Według Kasjusza Diona żydowscy powstańcy zmasakrowali 240 000 Greków na Cyprze, 220 000 Greków w Cyrenie i wielką ich liczbę w Egipcie.
Mezopotamia również została ogarnięta rozruchami, podczas gdy Trajan dowodził swoimi legionami przeciwko Partom w Zatoce Perskiej. Nakazał więc stłumić powstanie mauretańskiemu oficerowi Luzjuszowi Kwietusowi. Kwietus poprowadził swoje oddziały i zabił wielką liczbę powstańców. W wyniku tego zwycięstwa został mianowany namiestnikiem Judei. Kwietus, którego cesarz Trajan swego czasu zamierzał oficjalnie wyznaczyć swoim następcą, został pozbawiony urzędu wraz z przejęciem władzy cesarskiej przez Hadriana i stracony latem 118 roku.
Nie wiadomo, czy powstanie objęło także Judeę. Jednakże sytuacja tam pozostała cały czas napięta dla Rzymian, czego kulminacją był wybuch powstania Bar-Kochby.